# Normandiska
Normandiska är ett romanskt språk som talas i Normandie och på de Normandiska öarna. Normandiskan är mycket nära besläktat med franska språket. Under vikingatiden mottog språket många lånord från fornnordiskan. Eftersom normandiskan fördes till de brittiska öarna i och med den normandiska invasionen, har språket haft mycket stor påverkan på det engelska språket. Språket kan delas upp i många regionala varianter, framför allt på Kanalöarna där de har utvecklats var och en för sig. Vissa varianter är utdöda. Jèrriais talas på Jersey och är det största av kanalspråken. Guernésiais, eller Dgèrnésiais som det också kallas, talas på Guernsey. Sercquiais talas på Sark och utvecklades från Jèrriais på 1500-talet när kolonisatörer från Jersey koloniserade ön. Auregnais var språket som talades på Alderney och är i dag utdött. Cotentinais är varianten som talas på Cotentin i Normandie och slutligen Cauchois som talas i Pays de Caux i Normandie.
Exempel på lånord av fornnordiskt ursprung:
| Normandiska | Engelska                                                                      | Fornnordiska              | Franska                                      |
| ----------- | ----------------------------------------------------------------------------- | ------------------------- | -------------------------------------------- |
| bel         | court, yard (jfr. bailey?)                                                    | bæli                      | cour (jfr. bal)                              |
| bète        | bait (lånat från normandiskan)                                                | beita                     | appât (jfr. bête, bestial)                   |
| canne       | can (lånat från normandiskan)                                                 | kanna                     | cruche                                       |
| cat         | cat (besläktat med germanska)                                                 | katte                     | chat                                         |
| gardîn      | garden                                                                        | garðr                     | jardin                                       |
| gradile     | (black)currant                                                                | gaddr                     | cassis                                       |
| graie       | prepare                                                                       | greiða                    | préparer                                     |
| hardelle    | girl                                                                          | hóra (hora, prostituerad) | fille (jfr. hardi)                           |
| hèrnais     | cart (jfr. harness)                                                           | járnaðr (shod (horse))    | charrette (jfr. harnais, harnâcher)          |
| hougue      | mound ( jfr. howe, high)                                                      | haugr                     | monticule                                    |
| mauve       | seagull                                                                       | mávar                     | gaviote (Pre-Norman) / mouette (Post-Norman) |
| mielle      | dune                                                                          | mellr                     | dune                                         |
| mucre       | damp (jfr. muggy)                                                             | mygla                     | humide                                       |
| nez         | headland or cliff (jfr. Sheerness, etc.)                                      | nes                       | falaise (jfr. nez)                           |
| pouque      | pouch, bag (jfr. Nordengelska poke , talesättet "pig in a poke"; även pocket) | poki                      | sac (jfr. poche)                             |
| viquet      | wicket (lånat från normandiskan)                                              | víkjask                   | guichet (lånat från normandiskan)            |